# Dirk Kuhl
Dirk Kuhl (* 11. April 1940 in Hamburg; † 20. Februar 2023 in Lauchdorf) war ein pensionierter deutscher Grundschullehrer und einziges Kind von Günter Kuhl, dem Ende 1948 als NS-Kriegsverbrecher verurteilten und hingerichteten Leiter der Geheimen Staatspolizei (Gestapo) in Braunschweig. Jahrzehntelang hielt Dirk Kuhl Vorträge über sein Leben als Kind eines NS-Verbrechers und nahm an Diskussionsrunden mit Kindern von NS-Opfern teil.

## Leben und Wirken
Kuhl legte 1961 das Abitur am Ernst-Moritz-Arndt-Gymnasium in Remscheid ab. Erst im Alter von 18 Jahren erfuhr er von seinem Onkel die tatsächlichen Todesumstände seines Vaters und dessen Verbrechen während der Zeit des Nationalsozialismus. Auslöser war, dass Dirk Kuhl gefragt hatte, warum er als einziger seiner Klasse bei einer Klassenfahrt nach Berlin Ende der 1950er Jahre das Flugzeug benutzen sollte, statt wie alle anderen mit dem Bus durch die DDR zu fahren. Der Grund war, dass seine Mutter wegen der NS-Vergangenheit ihres Mannes befürchtete, dass ihr Sohn bei einer Busfahrt von den DDR-Behörden inhaftiert werden könnte. Bis zu diesem Zeitpunkt hatte Dirk Kuhls Mutter ihn immer in dem Glauben gelassen, sein Vater sei „in britischer Kriegsgefangenschaft an einer Krankheit gestorben“ und sei ansonsten „charmant und ein guter Tänzer“ gewesen und habe „nichts Unrechtes getan“.

### Der Vater
Kuhls Vater, Günter Kuhl, war promovierter Jurist, Obersturmbannführer und von November 1942 bis Anfang April 1945 (→ Übergabe der Stadt Braunschweig) Leiter der Gestapo in Braunschweig. Unter anderem war Günter Kuhl auch für das im Frühjahr 1940 auf Initiative Friedrich Jeckelns, eines seiner Amtsvorgänger, eingerichtete Arbeitserziehungslager Hallendorf verantwortlich, in dem Zwangsarbeiter für die Reichswerke Hermann Göring im knapp 20 km südwestlich von Braunschweig gelegenen Salzgitter arbeiten mussten, wobei etwa 3000 dieser Zwangsarbeiter zu Tode kamen bzw. ermordet wurden. Die Einweisung in das auch als „Lager 21“ bekannte und berüchtigte, KZ-ähnliche Lager war für die Insassen, vor allem Polen und Ostarbeiter, die schwerste Strafe und bedeutete akute Lebensgefahr.
Dirk Kuhl fand heraus, dass sein Vater zumindest an einigen dieser Todesfälle beteiligt bzw. bei Erschießungen anwesend gewesen war. Nach Kriegsende wurde Günter Kuhl von einem britischen Militärgericht unter anderem dafür angeklagt, zum Tode verurteilt und am 9. Dezember 1948 im Zuchthaus Hameln gehängt.

### Zerwürfnis mit der Mutter
Nachdem Dirk Kuhl von der wahren Identität seines Vaters und dessen Hinrichtung erfahren hatte, verschlechterte sich sein Verhältnis zu seiner Mutter rapide. Er fühlte sich „belogen und betrogen“, während seine Mutter – auch in Gegenwart seiner jüdischen Frau – ausschließlich die vermeintlichen Vorzüge und positiven Eigenschaften ihres Ehemannes herausstellte. Dass es nicht zum endgültigen Bruch kam, lag an Kuhls jüdischer Ehefrau.

### Erste Ehe
Während seines Studiums in Düsseldorf lernte Dirk Kuhl seine spätere Ehefrau (gestorben 1994) kennen. Sie war Jüdin und stammte aus der Ukraine, wo sie als vierjähriges Kind und als eine von nur zwei Personen in einem Versteck ein Massaker einer SS-Einsatzgruppe an der ortsansässigen jüdischen Bevölkerung überlebt hatte. Das Ehepaar beschloss, keine Kinder zu haben, um ihnen das Trauma einer derartigen Familiengeschichte zu ersparen. Mit seiner zweiten Ehefrau lebte Dirk Kuhl in Baisweil im Ostallgäu.

### Aufarbeitung der Taten des Vaters durch den Sohn
Dirk Kuhl hatte es sich zur Aufgabe gemacht, über seine Familiengeschichte, die Taten seines Vaters, die Verleugnung seiner Mutter und seinen Umgang mit und seine Art der Bewältigung mit der eigenen Familiengeschichte öffentliche Vorträge, zum Beispiel vor Jugendlichen, zu halten, Interviews zu geben und an (internationalen) Diskussionsrunden teilzunehmen.
So entstand unter anderem ein Dokumentarfilm, der sein Leben zum Inhalt hat: Eine unmögliche Freundschaft von Michael Richter und Bernd Wiedemann aus dem Jahre 1998 erzählt von der Freundschaft zwischen dem „Täterkind“ Dirk Kuhl und dem „Opferkind“ Charles Samson Munn, Sohn einer Überlebenden des Vernichtungslagers Auschwitz und des KZ Bergen-Belsen.
Kennengelernt hatten sich beide über die internationale Gruppe „To Reflect and Trust“ (Nachdenken und Vertrauen) des israelischen Psychologen, Psychotherapeuten und Holocaustforschers Dan Bar-On. In dieser Gruppe brachte Bar-On Nachkommen von NS-Opfern und -Tätern zusammen, damit diese durch gegenseitiges Erzählen und Diskutieren besser mit der eigenen Familiengeschichte umzugehen lernten.
Am 27. November 2017 sendete der Bayerische Rundfunk den Film Mein Vater, der Nazi: „Er hat nichts begriffen“, in dem Dirk Kuhl seine Familiengeschichte erzählt.